# Survivor Series (1989)
Survivor Series 1989 est le troisième Survivor Series, pay-per-view annuel de catch produit par la World Wrestling Entertainment. Il s'est déroulé le jour de Thanksgiving, le 23 novembre 1989 au Rosemont Horizon de Chicago.
C'était le premier Survivor Series à comprendre des noms d'équipes. C'était aussi le premier Survivor Series à comprendre des matchs en 4 contre 4 au lieu de 5 contre 5.

## Résultats
- Dark match : Boris Zhukov def. Paul Roma
- (4 contre 4) Survivor Series match: The Dream Team (Dusty Rhodes, Brutus Beefcake, The Red Rooster et Tito Santana) def. The Enforcers (The Big Boss Man, Bad News Brown, Rick Martel et The Honky Tonk Man) (w/Jimmy Hart et Slick) (22:02)

| Élimination # | Catcheur           | Équipe             | Éliminé par        | Manière                         | Temps              |
| ------------- | ------------------ | ------------------ | ------------------ | ------------------------------- | ------------------ |
| 1             | Tito Santana       | The Dream Team     | Rick Martel        | Tombé sur un roll-up            | 9:15               |
| 2             | Bad News Brown     | The Enforcers      | Personne           | Décompte à l'extérieur          | 15:26              |
| 3             | Honky Tonk Man     | The Enforcers      | Brutus Beefcake    | Tombé après un high knee        | 17:24              |
| 4             | Rick Martel        | The Enforcers      | Brutus Beefcake    | Tombé sur un roll-up            | 20:13              |
| 5             | The Red Rooster    | The Dream Team     | Big Boss Man       | Tombé après un Boss Man Slam    | 21:00              |
| 6             | Big Boss Man       | The Enforcers      | Dusty Rhodes       | Tombé après un Flying Crossbody | 22:02              |
| Survivants :  | Rhodes et Beefcake | Rhodes et Beefcake | Rhodes et Beefcake | Rhodes et Beefcake              | Rhodes et Beefcake |
- (4 contre 4) Survivor Series match: The King's Court (Randy Savage, Canadian Earthquake, Dino Bravo et Greg Valentine) (w/Jimmy Hart et Sensational Queen Sherri) def. The 4x4's: (Jim Duggan, Bret Hart, Ronnie Garvin et Hercules) (23:25)

| Élimination # | Catcheur                     | Équipe                       | Éliminé par                  | Manière                                                                     | Temps                        |
| ------------- | ---------------------------- | ---------------------------- | ---------------------------- | --------------------------------------------------------------------------- | ---------------------------- |
| 1             | Hercules                     | The 4x4's                    | Earthquake                   | Tombé après un Earthquake Splash                                            | 3:57                         |
| 2             | Greg Valentine               | The King's Court             | Jim Duggan                   | Tombé après une charging clothesline                                        | 7:32                         |
| 3             | Ronnie Garvin                | The 4x4's                    | Dino Bravo                   | Tombé après un side slam                                                    | 11:17                        |
| 4             | Bret Hart                    | The 4x4's                    | Randy Savage                 | Tombé après un flying elbow drop                                            | 19:06                        |
| 5             | Jim Duggan                   | The 4x4's                    | Personne                     | Décompte à l'extérieur après une intervention à l'extérieur de Queen Sherri | 23:25                        |
| Survivants :  | Savage, Earthquake, et Bravo | Savage, Earthquake, et Bravo | Savage, Earthquake, et Bravo | Savage, Earthquake, et Bravo                                                | Savage, Earthquake, et Bravo |
- (4 contre 4) Survivor Series match: The Hulkamaniacs (Hulk Hogan, Demolition (Ax et Smash) et Jake Roberts) def. The Million $ Team (Ted DiBiase, Powers of Pain (The Warlord et The Barbarian) et Zeus) (w/ Virgil et Mr. Fuji) (27:32)

| Élimination # | Catcheur                                   | Équipe             | Éliminé par   | Manière                                             | Temps |
| ------------- | ------------------------------------------ | ------------------ | ------------- | --------------------------------------------------- | ----- |
| 1             | Zeus                                       | The Million $ Team | Personne      | DQ pour avoir attaqué l'arbitre                     | 3:21  |
| 2             | Ax                                         | The Hulkamaniacs   | The Warlord   | Tombé après une intervention extérieure de Mr. Fuji | 9:50  |
| 3             | Smash                                      | The Hulkamaniacs   | The Barbarian | Tombé après une flying clothesline                  | 13:42 |
| 4             | The Powers of Pain (Warlord and Barbarian) | The Million $ Team | Personne      | DQ pour manœuvre en équipe sur Hogan                | 19:51 |
| 5             | Jake Roberts                               | The Hulkamaniacs   | Ted DiBiase   | Tombé à la suite d'une intervention de Virgil       | 23:42 |
| 6             | Ted DiBiase                                | The Million $ Team | Hulk Hogan    | Tombé après un leg drop                             | 27:32 |
| Survivant :   | Hogan                                      | Hogan              | Hogan         | Hogan                                               | Hogan |
- (4 contre 4) Survivor Series match : The Rude Brood (Rick Rude, Mr. Perfect, The Fabulous Rougeaus (Jacques et Raymond)) (w/ The Genius et Jimmy Hart)def. Roddy's Rowdies (Roddy Piper, Jimmy Snuka et The Bushwhackers (Butch Miller et Luke Williams)) (21:27)

| Élimination # | Catcheur                  | Équipe                         | Éliminé par | Manière                        | Temps       |
| ------------- | ------------------------- | ------------------------------ | ----------- | ------------------------------ | ----------- |
| 1             | Jacques Rougeau           | The Rude Brood                 | Jimmy Snuka | Tombé après un Superfly Splash | 4:01        |
| 2             | Raymond Rougeau           | The Rude Brood                 | Roddy Piper | Tombé après un piledriver      | 7:30        |
| 3             | Butch                     | Roddy's Rowdies                | Mr. Perfect | Tombé sur un roll-up           | 10:46       |
| 4             | Luke                      | Roddy's Rowdies                | Rick Rude   | Tombé après un Rude Awakening  | 12:14       |
| 5             | Rick Rude and Roddy Piper | Rude Brood and Roddy's Rowdies | Personne    | Double décompte à l'extérieur  | 18:35       |
| 6             | Jimmy Snuka               | Roddy's Rowdies                | Mr. Perfect | Tombé après une Perfect Plex   | 21:27       |
| Survivant :   | Mr. Perfect               | Mr. Perfect                    | Mr. Perfect | Mr. Perfect                    | Mr. Perfect |
- (4 contre 4) Survivor Series match: The Ultimate Warriors (The Ultimate Warrior, The Rockers (Shawn Michaels et Marty Jannetty) et Jim Neidhart) def. The Heenan Family (Bobby Heenan, André the Giant, Haku et Arn Anderson) (20:28)

| Élimination # | Catcheur         | Équipe                | Éliminé par          | Manière                                        | Temps            |
| ------------- | ---------------- | --------------------- | -------------------- | ---------------------------------------------- | ---------------- |
| 1             | Andre The Giant  | The Heenan Family     | Personne             | Décompte à l'extérieur                         | 0:27             |
| 2             | Jim Neidhart     | The Ultimate Warriors | Haku                 | Tombé après un Thrust Kick                     | 3:32             |
| 3             | Marty Jannetty   | The Ultimate Warriors | Bobby Heenan         | Tombé                                          | 8:53             |
| 4             | Haku             | The Heenan Family     | Shawn Michaels       | Tombé                                          | 12:54            |
| 5             | Shawn Michaels   | The Ultimate Warriors | Arn Anderson         | Tombé après un Anderson Spinebuster            | 15:47            |
| 6             | Arn Anderson     | The Heenan Family     | The Ultimate Warrior | Tombé après un combo Gorllia Press Slam/splash | 18:19            |
| 7             | Bobby Heenan     | The Heenan Family     | The Ultimate Warrior | Tombé après un Gorllia Press Slam              | 20:28            |
| Survivant :   | Ultimate Warrior | Ultimate Warrior      | Ultimate Warrior     | Ultimate Warrior                               | Ultimate Warrior |